# (301964) 2000 EJ37
(301964) 2000 EJ37 – planetoida okrążająca Słońce po nietypowej orbicie. Została odkryta 8 marca 2000 roku w ramach programu LINEAR. Nazwa planetoidy jest oznaczeniem tymczasowym.

## Orbita
(301964) 2000 EJ37 okrąża Słońce w ciągu 10 lat i 58 dni w średniej odległości 4,69 j.a. po mocno eliptycznej orbicie o mimośrodzie wynoszącym 0,70. W swoim obiegu w peryhelium wynoszącym 1,39 j.a. przecina orbitę Marsa, a w aphelium (7,99 j.a.) znajduje się znacznie dalej od Słońca niż Jowisz. Według danych z dnia 20 maja 2012 roku 2000 EJ37 była jedną z 118 niesklasyfikowanych planetoid.